# Costasiella
Costasiella är ett släkte skallösa marina snäckor. Costasiella ingår i familjen Costasiellidae inom ordningen Sacoglossa.
Costasiella är ett av två släkten inom familjen Costasiellidae. Det andra släktet, Panderevela, beskrevs 2015.
Typart för släktet Costasiella är Costasiella virescens.

## Arter
Sedan år 2023 finns för släktet Costasiella 17 accepterade arter i databasen World Register of Marine Species (WoRMS):
- Costasiella arenaria K. R. Jensen, Krug, Dupont & Nishina, 2014
- Costasiella coronata Swennen, 2007
- Costasiella formicaria (Baba, 1959)
- Costasiella fridae Fernández-Simón & Moles, 2023
- Costasiella illa (Marcus, 1965)
- Costasiella iridophora Ichikawa, 1993
- Costasiella kuroshimae Ichikawa, 1993
- Costasiella mandorahae Jensen 1997
- Costasiella nonatoi Marcus & Marcus, 1960
- Costasiella ocellifera (Simroth, 1895)
- Costasiella pallida Jensen, 1985
- Costasiella patricki Espinoza, DuPont & Valdés, 2014
- Costasiella paweli Ichikawa, 1993
- Costasiella rubrolineata Ichikawa, 1993
- Costasiella usagi Ichikawa, 1993
- Costasiella vegae Ichikawa, 1993
- Costasiella virescens Pruvot-Fol, 1951

Arter/taxon som ses som synonymer:
- Costasiella lilianae (Marcus & Marcus, 1969) - Clark (1984):[3] synonym till Costasiella ocellifera (Simroth, 1895)